# Antonio Ozores
Pour les articles homonymes, voir Ozores.
Antonio Ozores Puchol, né le 24 août 1928 à Burjassot et mort le 12 mai 2010 à Madrid, est un acteur espagnol. 

## Filmographie partielle
- 1953 : Ce couple heureux (Esa pareja feliz) de Luis García Berlanga et Juan Antonio Bardem
- 1962 : Certains l'aiment noire de Jesús Franco
- 1983 : Los caraduros de lui-même
- 1991-1992 : Taller mecánico (série télévisée)